# 努比亞山
努比亞山（英語：Mount Nubian），是南極洲的山峰，位於羅斯群島的布萊克島，處於奧羅拉山東南面1.9公里，由新西蘭探險隊命名，現時由南極條約體系管理。